# Social-traître
Dans le vocabulaire léniniste, social-traître est le nom donné à un social-démocrate, dont la ligne politique est accusée de trahir les intérêts de la classe ouvrière qu'elle prétend représenter. Le qualificatif fut utilisé comme injure visant à discréditer les sociaux-démocrates, surtout au cours de la « troisième période » du Komintern devenu stalinien (1928-1943).

## Définition
Selon l'Encyclopædia Universalis :

« en politique, tout socialiste ou communiste ayant des idées divergentes du communisme stalinien dans les années 1920 à 1950. »

## Histoire
Dès 1914, Vladimir Lénine et Grigori Zinoviev accusent les sociaux-démocrates de trahison lorsqu'ils se rallient à l'union sacrée. C'est le 8 mars 1918, cinq jours après le traité de Brest-Litovsk, que Lénine utilise ce terme pour la première fois, en russe « социал-предателей ». L'utilisation de termes dérivés de social-démocrate, comme social-patriote et social-pacifiste, était courante depuis 1914 et les divisions entre socialistes russes.
Le terme apparaît lors de la fondation de l'Internationale communiste de 1919, pour désigner les partis ouvriers qui se sont ralliés à l'union sacrée au début de la Première Guerre mondiale. Lors du Premier congrès de l'Internationale communiste, le texte précise : « il est nécessaire d'établir une séparation franche entre les éléments révolutionnaires prolétariens et les éléments sociaux-traîtres ». Dès lors le terme est largement diffusé.
À partir du congrès de Tours en 1920 qui marque la séparation en socialistes et communistes en France, le terme est utilisé par les communistes comme insulte contre les socialistes, accusés de servir la bourgeoisie. Le terme est particulièrement utilisé sous Staline, pour dénoncer aussi bien socialistes que communistes qui s'éloignent de la doctrine du stalinisme puis tombe en désuétude après les années 1950.
L'expression « social-traître » connaît cependant un regain d'intérêt en France lors de la décennie 2010, notamment sur les réseaux sociaux, et vise particulièrement le Parti socialiste et la gauche de gouvernement. Critiqué pour l'orientation de sa politique jugée de « gauche qui s'est convertie au néolibéralisme ».
Lors de sa conférence de presse du 14 janvier 2014, François Hollande, reconnait appartenir à la social-démocratie.
Pour le sociologue Marc Lazar, le retour de cette expression est un marqueur de la division de la gauche, sans que ses utilisateurs lui donnent forcément un sens précis.
« Social-traître » a notamment été proférée comme insulte contre Benoît Hamon et Karim Bouamrane, contre le Parti communiste français ou contre la Confédération générale du travail,,,.

## Culture populaire
- Social traître, Les Hurlements d'Léo[13].

### Citations
- « Hugo : Ce qu'il veut, ce qu'il pense, je m'en moque. Ce qui compte, c'est ce qu'il fait […] Il agit comme un social-traître. » (Jean-Paul Sartre, Les Mains sales, 1948)